# Chrysobothris cincta
Chrysobothris cincta es una especie de escarabajo del género Chrysobothris, familia Buprestidae. Fue descrita científicamente por Kerremans en 1893.